# William Garbutt
William Thomas Garbutt (* 9. Januar 1883 in Hazel Grove, Stockport; † 24. Februar 1964 in Warwick) war ein englischer Fußballspieler und -trainer. Er gilt als „Vater des italienischen Fußballs“.

## Seine Jahre als Spieler
William Garbutt stammte aus einer armen, kinderreichen Familie. Um sich aus diesen Verhältnissen zu befreien, trat er der Royal Artillery bei, wo er auch mit dem Fußballspielen begann. Später spielte er für den Verein Woolwich Arsenal (heute FC Arsenal) und die Blackburn Rovers (1908–1912). Wegen Verletzungen musste er mit 29 Jahren das Fußballspielen aufgeben. Um seine Familie zu unterhalten, zog er anschließend mit seiner schwangeren Freundin nach Genua, um dort im Hafen zu arbeiten.

## Garbutt als Trainer in Italien und Spanien
Schon im selben Jahr – 1912 – wurde Garbutt eine Stelle als Trainer des genovesischen Vereins Genoa Cricket and Football Club (CFC Genua) angeboten; wie es dazu kam, dass er ohne jegliche Erfahrung als Trainer verpflichtet wurde, ist nicht genau bekannt. Eine Version lautet, dass der italienische Nationaltrainer Vittorio Pozzo ihn empfohlen haben soll, nachdem er Garbutt während eines Aufenthaltes in England hatte spielen sehen. Garbutt legte großen Wert auf körperliche Fitness der Spieler, ein Aspekt, der damals neuartig war.
Zusätzlich betreute er von 1913 bis 1914 die Italienische Fußballnationalmannschaft bei sechs Spielen. Dieses waren die Treffen:
- 1. Mai 1913 in Turin gegen Belgien (1:0-Sieg)
- 13. Juni 1913 in Wien gegen Österreich (0:2-Niederlage)
- 11. Januar 1914 in Mailand gegen Österreich (0:0)
- 29. März 1914 in Turin gegen Frankreich (2:0-Sieg)
- 5. April 1914 in Genua gegen die Schweiz (1:1)
- 17. Mai 2014 in Bern gegen die Schweiz (1:0-Sieg)

1915 sowie 1923 und 1924 wurde die Mannschaft des CFC unter Garbutt italienischer Fußballmeister. Während des Ersten Weltkriegs ging der Trainer nach Großbritannien, um als Soldat zu dienen, kehrte aber anschließend wieder nach Italien zurück.
1927 wechselte William Garbutt zum neugegründeten Verein AS Rom als erster Profi-Manager im Fußball überhaupt. Dort blieb er zwei Jahre, in denen der Verein die Coppa Coni – Vorläuferin der heutigen Coppa Italia – gewann und 1929 den dritten Platz der italienischen Fußballmannschaft belegte. Anschließend übernahm er die SSC Neapel für sieben Jahre. Er führte die Mannschaft von der dritten in die erste Liga; 1932/33 wurde sie Vierte, 1933/34 Dritte und 1934/35 Siebte der italienischen Fußballmeisterschaft. Während seiner Zeit in Neapel adoptierte er Maria, ein italienisches Waisenmädchen. Mit seiner Frau hatte er einen gemeinsamen Sohn, Stuart.
1935 ging Garbutt nach Spanien, um als Trainer bei Athletic Bilbao zu arbeiten; 1936 wurde diese Mannschaft Spanischer Meister, mit zwei Punkten Vorsprung vor dem Madrid FC, dem heutigen Real Madrid. Wegen des Spanischen Bürgerkriegs endete sein dortiges Engagement nach zwei Jahren. Er kehrte nach Italien zurück, übernahm für ein Jahr die AC Mailand, um schließlich wieder zum CFC Genua zu wechseln.

## Nach der Trainerkarriere
Während des Zweiten Weltkriegs bekam Garbutt als Engländer Probleme in Italien und musste sich mit seiner Familie zeitweilig sogar verstecken. 1944 wurde seine Frau bei einem Bombenangriff – tragischerweise der Alliierten – getötet. Nach dem Krieg bot der CFC Genua ihm aus Dankbarkeit für seine Verdienste um den Verein eine Stelle als „Scout“ an, damit sein Lebensunterhalt gesichert war. 1951 kehrte er nach England zurück, wo er 1964 starb. Während die Nachricht seines Todes in England kaum wahrgenommen wurde, stieß sie in Italien und Spanien, wo Garbutt als „Legende“ gilt, auf große Resonanz.

## Der erste „Mister“
Garbutt wurde von seinen Spielern in Italien schlicht „Mister“ genannt. Aus diesem Grunde, so heißt es, sprechen italienische Fußballspieler ihre Trainer noch heute als „Mister“ an.